# Rúnar Már Sigurjónsson
Rúnar Már Sigurlaugarson Sigurjónsson (* 18. června 1990, Sauðárkrókur) je islandský fotbalový záložník a reprezentant, v současnosti hráč švýcarského klubu Grasshoppers Curych. Na klubové úrovni prošel angažmá na Islandu, v Nizozemsku, Švédsku a Švýcarsku.

## Reprezentační kariéra
Rúnar Már Sigurjónsson hrál za islandské mládežnické reprezentační výběry U19 a U21.
V A-mužstvu Islandu debutoval 14. 11. 2012 v přátelském utkání ve městě Andorra la Vella proti domácí reprezentaci Andorry (výhra 2:0). Při svém debutu vstřelil jeden gól.
Dvojice trenérů islandského národního týmu Lars Lagerbäck a Heimir Hallgrímsson jej zařadila do závěrečné 23členné nominace na EURO 2016 ve Francii. Na evropském šampionátu se islandské mužstvo probojovalo až do čtvrtfinále, kde podlehlo Francii 2:5 a na turnaji skončilo. Rúnar Már byl náhradníkem, nezasáhl do žádného zápasu na šampionátu.